# Сведберг, Виктор
| Медали = 
}}
Виктор Сведберг (швед. Viktor Svedberg; род. 24 мая 1991, Гётеборг, Швеция) — шведский и казахстанский хоккеист, защитник.

## Карьера
Начал заниматься хоккеем в родном городе Гётеборге, на западе Швеции, а первый профессиональный контракт подписал с командой «Рёгле» из города Энгельхольм. В «Рёгле» прошёл все этапы становления и в течение всего времени успел поиграть за команды различных возрастов. Дебютировал за основной состав команды в плей-офф сезона 2008/09, проведя один матч. После «Рёгле» долгое время играл за клуб «Фрёлунда», выступая за молодёжную команду в качестве ассистента капитана, а также получил больше игровой практики и за основной состав «индейцев». В составе молодёжной команды «Фрёлунда», в сезоне 2010/11 завоевал чемпионство.
В 2013 году перешёл в фарм-клуб «Чикаго Блэкхокс» — «Рокфорд Айсхогс», выступающий в АХЛ. В сезоне 2015/16 получил шанс в основной команде, дебютировав в Национальной хоккейной лиге, 9 октября, в матче против «Нью-Йорк Айлендерс». 15 октября забросил свою первую шайбу за «Чикаго», в матче против «Вашингтон Кэпиталз». Всего, в свой дебютный сезон в НХЛ, игрок принял участие в 27 матчах, забросил 2 шайбы и отдал 2 результативные передачи, а также провёл 3 матча в Плей-Офф. Последующие сезоны продолжал выступать только за «Рокфорд Айсхогс», в качестве ассистента капитана. Покинул Америку по истечении контракта.
Сезон 2018/19 начал на родине, в составе «Линчёпинга», однако слухи о том, что хоккеистом заинтересован один из клубов КХЛ, ходили ещё летом. 2 декабря 2018 года было официально объявлено о переходе Сведберга в клуб Континентальной хоккейной лиги — «Барыс». В «Барысе» быстро адаптировался и уже в январе, того же сезона, был признан лучшим защитником месяца в лиге. 13 мая 2020 года, было официально объявлено, о продлении контракта с защитником на два года. В составе команды из Нур-Султана отыграл до окончания сезона 2020/21, после чего перешёл в московский ЦСКА.

«Спасибо „Барысу“ за эти три сезона. Я очень признателен за любовь и поддержку, которые я и моя семья получали все это время. Спасибо моим товарищам по команде, сотрудникам клуба, тренерам и всем замечательным болельщикам. И наконец, спасибо сборной Казахстана за незабываемый опыт. До скорой встречи».
— Личный Instagram хоккеиста
В декабре 2021 перешёл в омский «Авангард».

## Карьера в сборной
В 2018 году попал в расширенный список национальной сборной Швеции и принял участие в этапах Хоккейного Евротура. Сведберг провёл на льду 10 матчей, забросил 1 шайбу.
В 2021 году принял казахстанское гражданство и впервые, в своей карьере, принял участие в чемпионате мира, в составе сборной Казахстана, проходившего с 21 мая по 6 июня 2021 года в Латвии. На этом турнире провёл 6 матчей, забросил 1 шайбу и отдал 3 результативные передачи.
В 2022 году принял участие в чемпионате мира проходившего c 13 по 29 мая в Финляндии, в городах Тампере и Хельсинки. На этом турнире сыграл 4 матча.

## Семья
У Виктора Сведберг есть родная, младшая сестра которую зовут Карин, которая тоже занимается профессионально хоккеем.

## Статистика
| Легенда | Легенда                    | Легенда | Легенда                   | Легенда | Легенда    |
| ------- | -------------------------- | ------- | ------------------------- | ------- | ---------- |
| И       | Количество проведённых игр | Штр     | Штрафное время            | +/−     | Плюс-минус |
| Г       | Голы                       | П       | Голевые передачи          | О       | Очки       |
| -       | Статистика неизвестна      | —       | Статистика не учитывалась |         |            |